# Otter (Berg)
Der Otter ist ein Berg im südlichen Niederösterreich zwischen dem Semmering-Rax-Schneeberg-Gebiet im Nordwesten und der Buckligen Welt im Südosten.

## Beschreibung
Am Fuß des Otters im Norden gelegen, befindet sich die Stadt Gloggnitz. Im Süden zieht sich das Feistritztal am Fuß des Otters vom Feistritzsattel im Westen über Trattenbach und Otterthal nach Osten bis Aspang-Markt.
Die Otter-Berggruppe besteht aus drei Gipfeln, die genau in Ost-West-Richtung angeordnet sind:
- Großer Otter (1358 m), zeitweise auch Großer Kogel genannt[1]
- Mitterotter (1297 m), früher auch Mitter Kogel oder Wiesenhöhe genannt[2][3][4]
- Kleiner Otter (1327 m), früher auch Kleiner Kogel oder Kleinkogel genannt, wobei dieser Gipfel von Norden betrachtet auch früher Kleiner Otter hieß, während mit Kleiner Kogel scheinbar sein ca. 1240 m ü. A. hoher südlicher Vorgipfel bezeichnet wurde, der von Süden betrachtet den Hauptgipfel verdeckt.[2][3][4]

## Aufstiege
Der Gipfel des Großen Otters ist von Schlagl im Norden, von Otterthal im Osten und vom Gasthaus Kummerbauerstadl im Südwesten jeweils großteils über Forststraßen erreichbar. Sämtliche Routen sind unmarkiert; von Schlagl aus zeigen jedoch mehrere Hinweisschilder den richtigen Weg an. Die abgerundete Gipfelkuppe des Großen Otters ist aktuell (Stand 2018) nahezu baumfrei und bietet daher eine freie Aussicht auf das Wiener Becken, zur Raxalpe und dem Schneeberg.

Der kleine Otter sowie der Mitterotter bilden schmale, bewaldete Gipfelkämme und sind über Wegspuren zu besteigen.

## Geologie
Das Gebiet des Großen Otters und des ihm im Norden vorgelagerten Graßberges wird von schwach metamorphen Karbonatgesteinen (vor allem Dolomitstein, ferner Kalkstein) und Semmeringquarzit des Semmeringmesozoikums (Unterostalpin) gebildet. Südlich des Kleinen Otters und nördlich des Mitterotters befinden sich Baryt-Lagerstätten, die 1950–1981 im Tagebau und Untertagebau abgebaut wurden.

## Höhlen
Im Südosthang des Großen Otters befinden sich im Dolomit zwölf, hauptsächlich schachtartige, Höhlen. Die größte Höhle ist die Otterkluft (2862/12) mit 576 m Länge und 55 m Tiefe, die in Verbindung mit der Otterhöhle I (2862/7) steht. Im Jahre 1982 wurden durch Beseitigung eines Klemmblocks in der bis dahin nur auf 6 m Länge bekannten Otterhöhle I großräumige Höhlenteile entdeckt, bei denen eine Verbindung mit der Otterkluft bereits vorher vermutet wurde. Im Winter 1983/84 stürzte der Einstiegsschacht der Otterhöhle I ein, daher war man gezwungen, eine Verbindung zwischen den beiden Höhlen zu suchen, was 1984 gelang. Seitdem ist der Zugang nur über die Otterkluft möglich. Die drei nächstgrößten Höhlen sind der Otterschacht (2862/3) mit 98 m Länge und 57 m Tiefe, das Markierte Windloch (2862/6) mit 248 m Länge und 44 m Höhenunterschied (+21 m, −23 m), sowie das Spinnenlabyrinth (2862/10) mit 278 m Länge und 59 m Tiefe.
Eine weitere Schachthöhle ist das durch seine Höhlensage bekannt gewordene Ruprechtsloch (2862/4).
Zwischen Göstritz und der Schanzkapelle im steilen bewaldeten Osthang des Kleinen Otters befinden sich 15 Höhlen. Die labyrinthartige Verschanzungshöhle (2862/5) ist mit 52 m Länge die größte.

## Bildergalerie

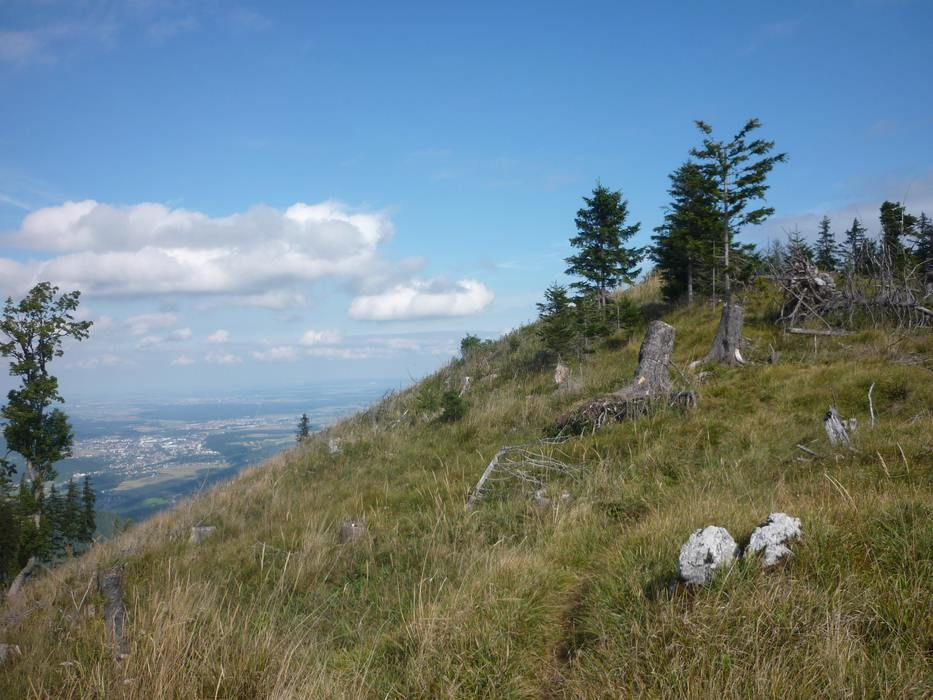
Der Gipfel des Großen Otters
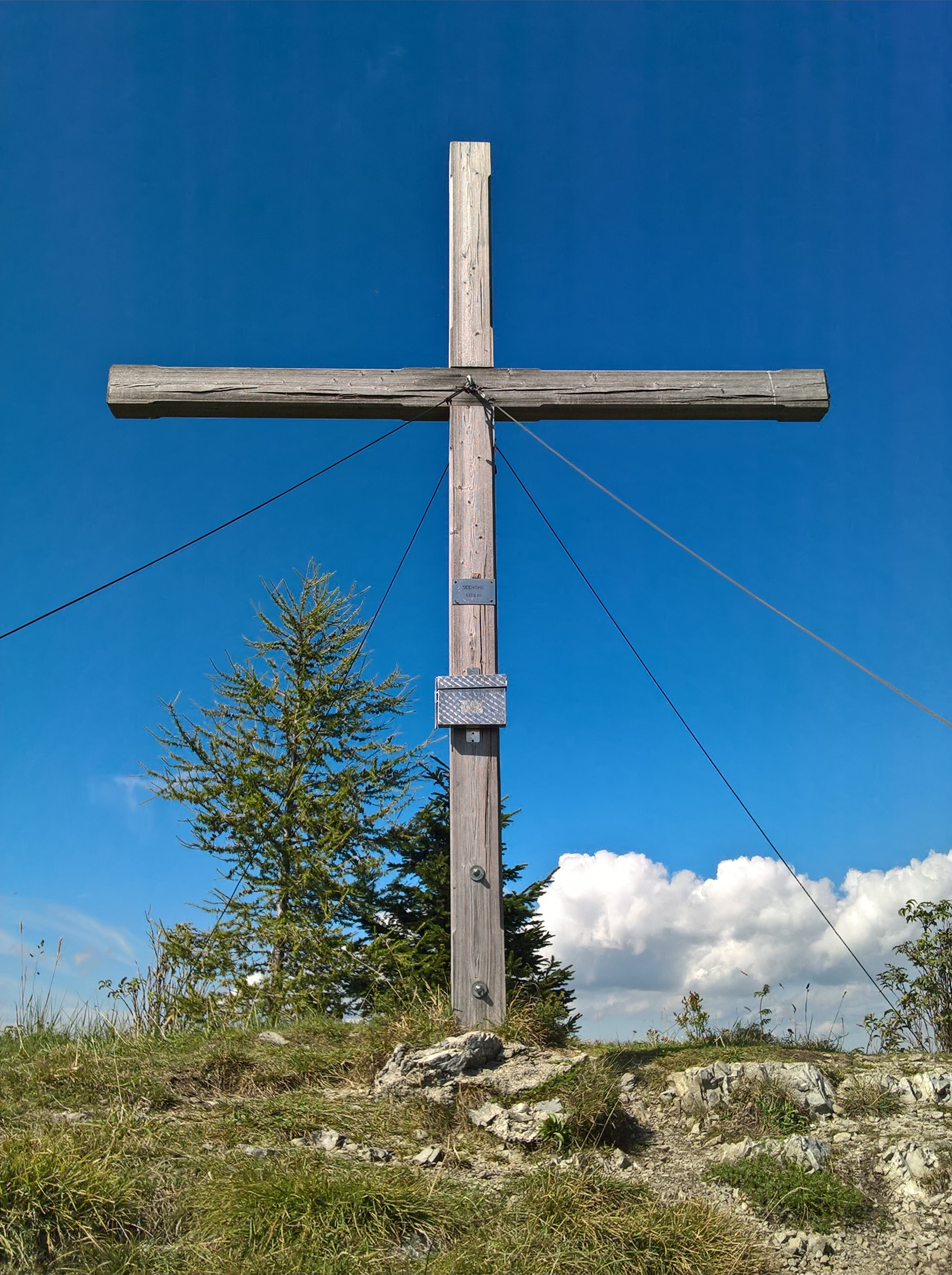
Das Gipfelkreuz
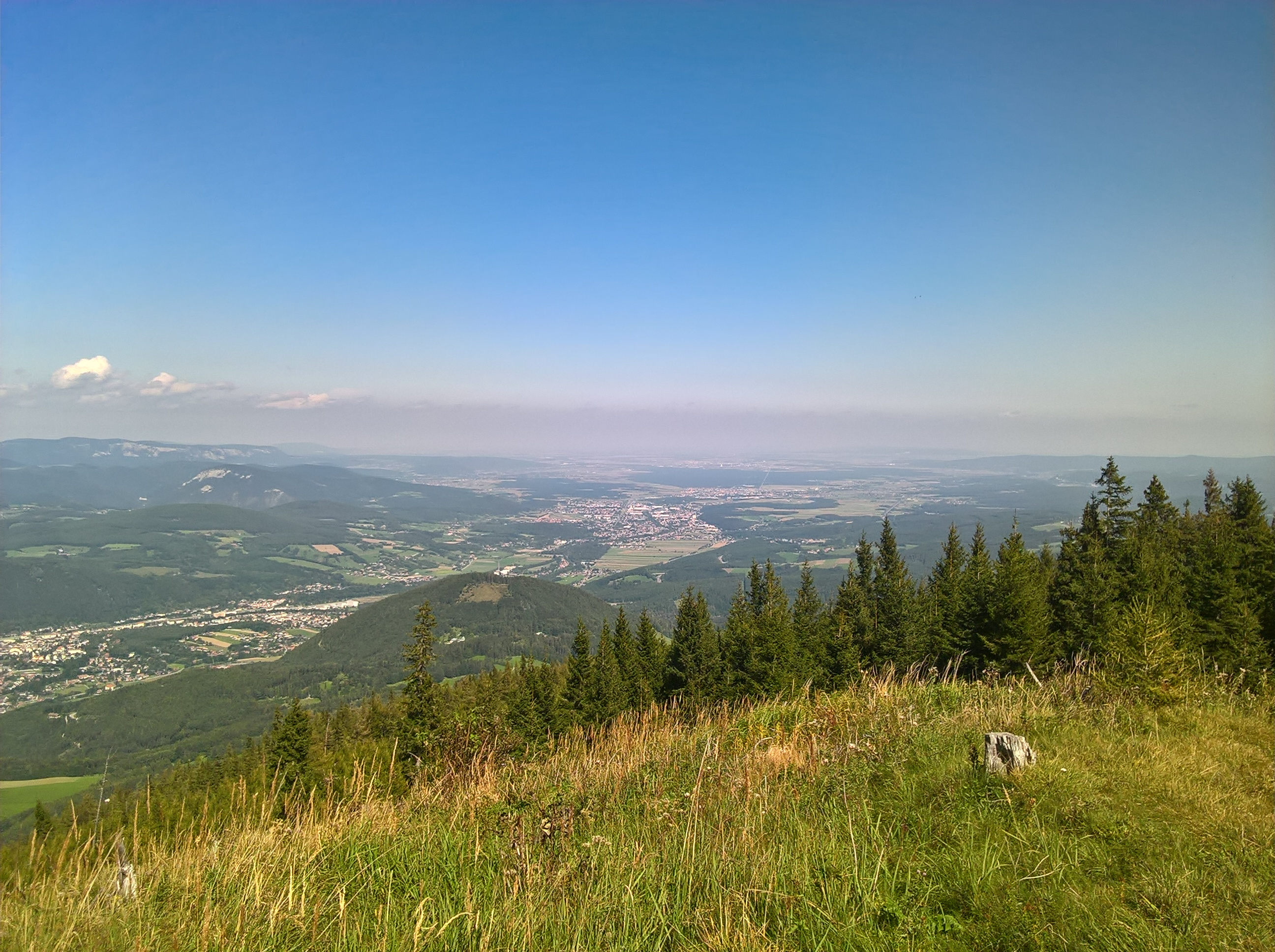
Aussicht ins Wiener Becken, links ist Gloggnitz zu erkennen.
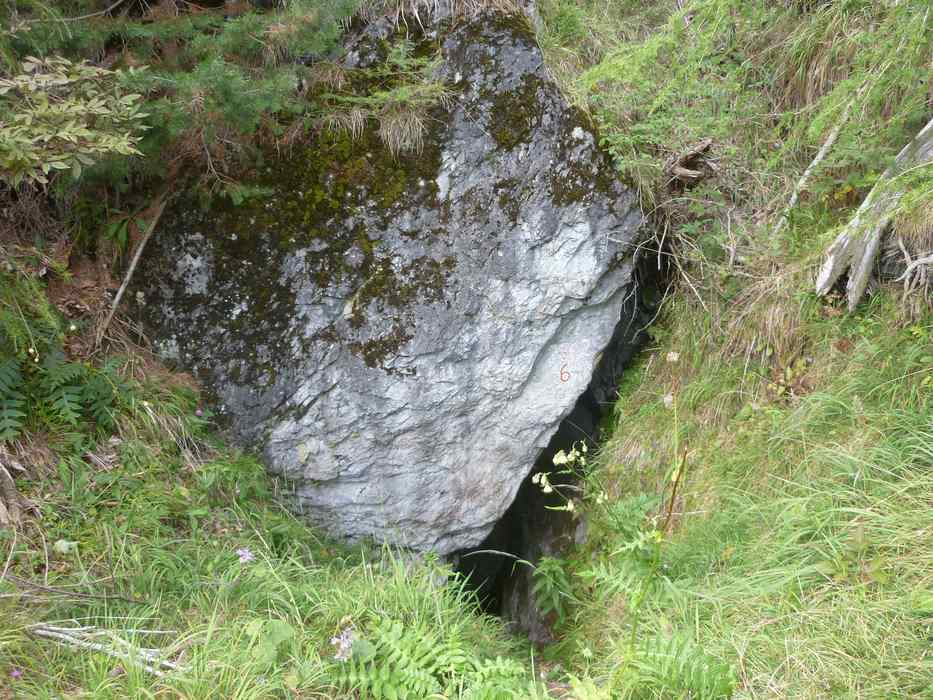
Der Einstiegsschacht des Markierten Windlochs (2862/6)
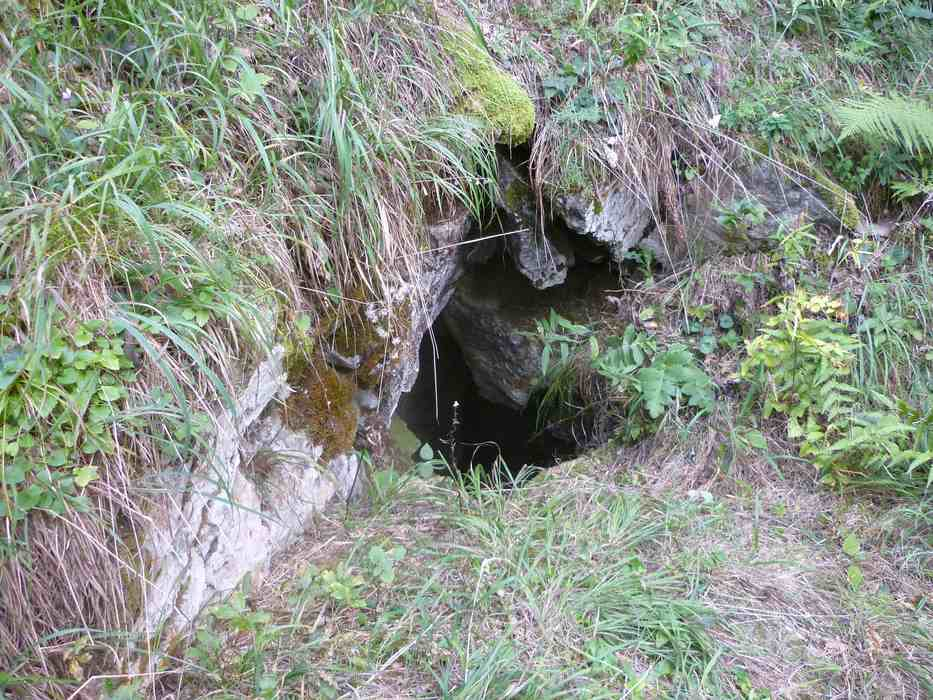
Der kleine Eingang des Spinnenlabyrinths (2862/10), der in einer Doline liegt.
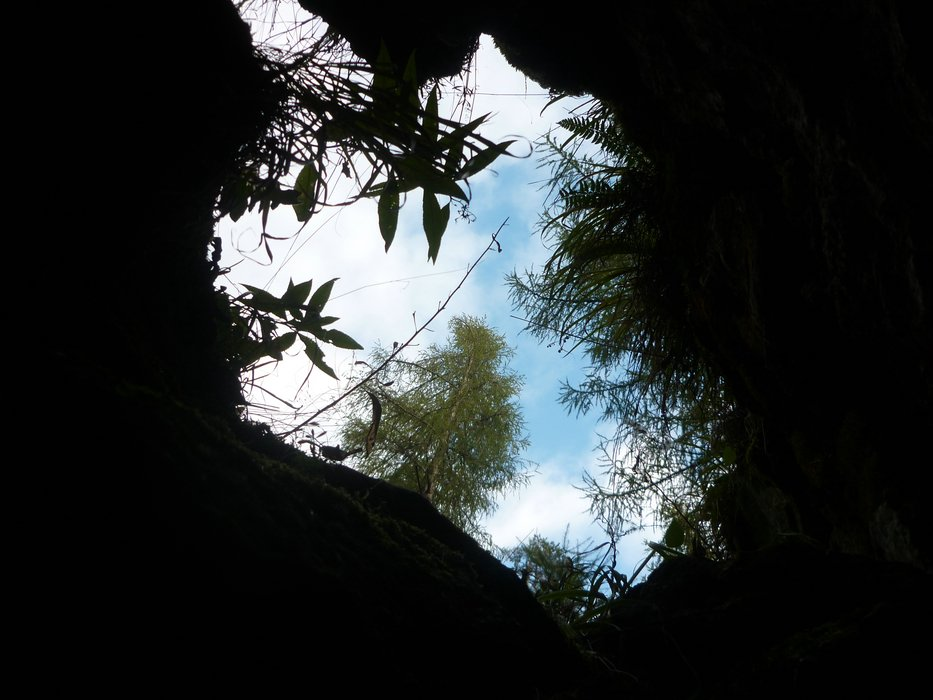
Blick nach oben aus dem 1. Schacht im Spinnenlabyrinth.
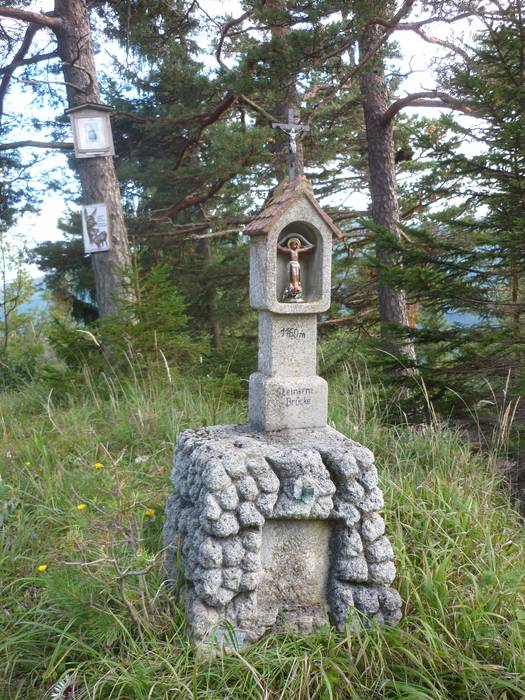
„Steinerne Brücke“ am Südhang des Großen Otters
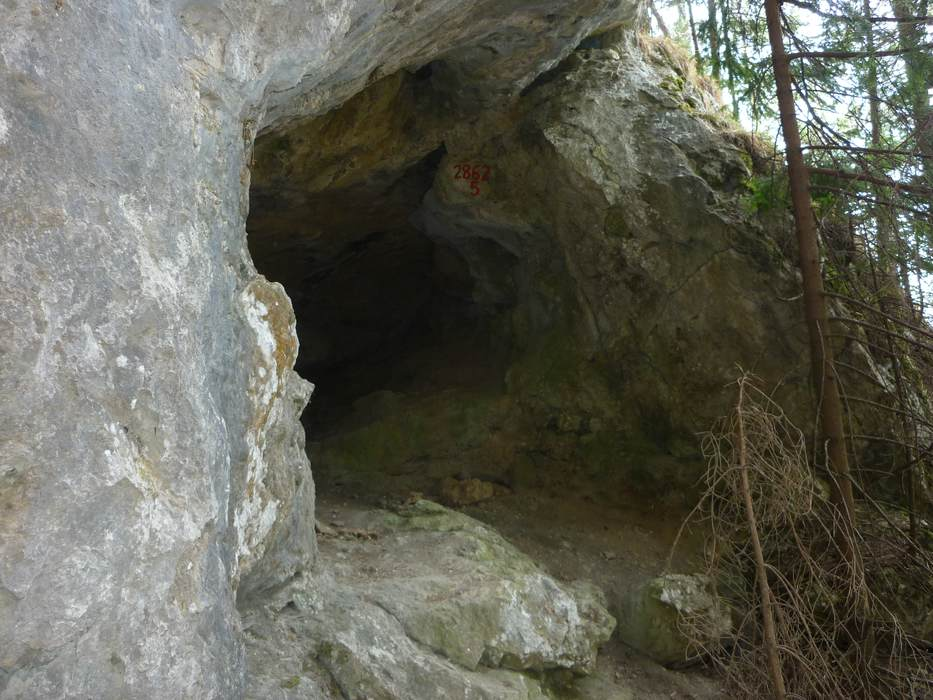
Das Portal der Verschanzungshöhle (2862/5).
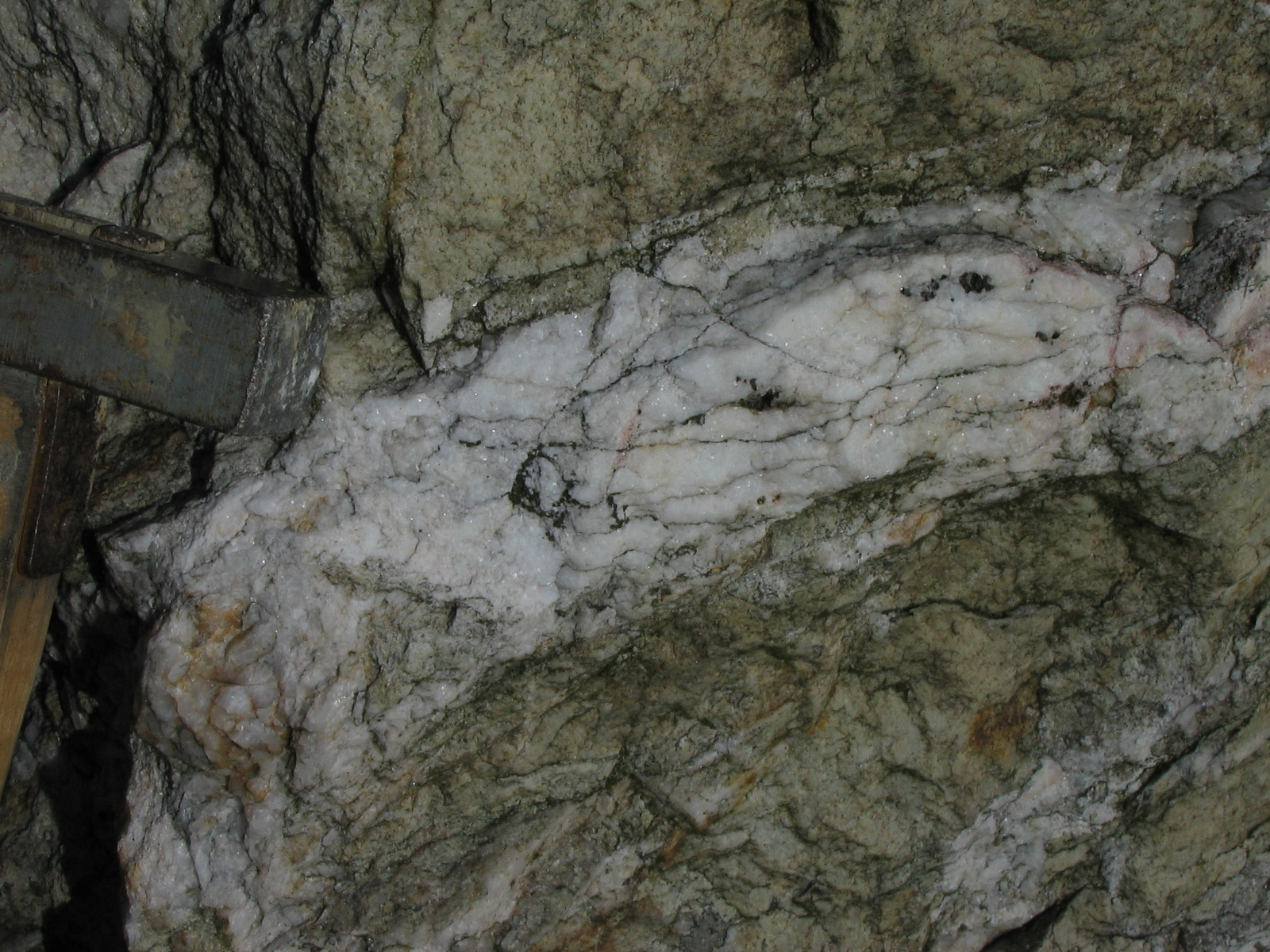
Barytgang am Kleinen Otter